# Scleropages
Scleropages – rodzaj słodkowodnych ryb kostnojęzykoształtnych z rodziny kostnojęzykowych (Osteoglossidae).

## Występowanie
Azja Południowo-Wschodnia i Australia.

## Cechy charakterystyczne
10–17 promieni branchiostegalnych. Około 20 miękkich promieni w płetwie grzbietowej. Występują wąsiki podbródkowe. Samce są pyszczakami.

## Klasyfikacja
Gatunki zaliczane do tego rodzaju:
- Scleropages formosus – arowana azjatycka
- Scleropages inscriptus
- Scleropages jardinii
- Scleropages leichardti

Wymieniane są jeszcze 3 gatunki o kwestionowanej pozycji
- Scleropages aureus
- Scleropages legendrei
- Scleropages macrocephalus

Gatunkiem typowym rodzaju jest Scleropages leichardti.